# 甘宗道
甘宗道（？—？），四川順慶府鄰水縣人，歷任監牧鎮番倉秦州判官，升陝西崇信縣知縣，崇祀鄉賢。